# Megalitická kultura na Maltě

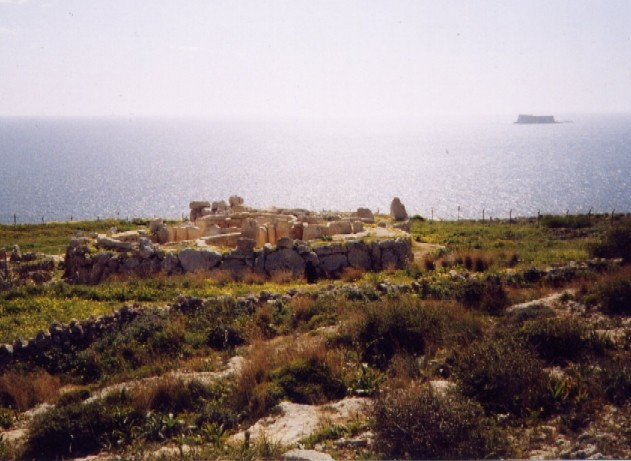
Chrám Mnajdra (v pozadí Filfla Island)

O megalitické kultuře na Maltě je možno mluvit přibližně s prvními svědectvími o osídlení ostrova, tedy v době kolem 5. tisíciletí př. n. l.; z této doby se zachovala zejména keramika. Až o téměř tisíc let později dochází ke stavbě velkých komplexů, označovaných dnes jako chrámy.
Obyvatelstvo neznámého původu, které Maltu osídlilo zřejmě ze Sicílie a žilo v matriarchální společnosti, zanechalo kromě zbytků svých obřadných chrámů i keramiku (tzv. šedivá a červená skorbská fáze) a sošky.
Po tomto období, asi od 2500 do 2000 př. n. l., bylo souostroví Malty neobydleno. Existence a náhlý zánik původního obyvatelstva jsou dodnes záhadné; mimo jeho chrámy (a zbytky jednoho osídlení) se nedochovaly ani mytické báje.

## Archeologické fáze
Období megalitické kultury na Maltě se dělí do několika fází podle stylu chrámů a dalších nálezů. Dělení časových (archeologických) period v prehistorickém období dějin Malty je dodnes sporné a nepřesné. Následující tabulka se pokouší zpřehlednit jednotlivé periody podle více současných pramenů; ještě před 20 lety byly údaje u některých period (Mgarr, Zebbug) o přibližně 1000 let „mladší“. Zde uvedené fáze se všeobecně používají i pro časové řazení nálezů keramiky a sošek.
| údobí                     | perioda (fáze)     | př. n. l.        | památky  |
| ------------------------- | ------------------ | ---------------- | -------- |
| bronzová (a železná) doba | Bahria             | 900 – 700        |          |
| bronzová (a železná) doba | Borg In-Nadur      | 1500 – 700       |          |
| bronzová (a železná) doba | pohřebiště Tarxien | 2500 – 1500      |          |
| periody chrámů            | Tarxien            | 3300/3000 – 2500 | Tarxien  |
| periody chrámů            | Saflieni           | 3300 – 3000      |          |
| periody chrámů            | Ggantija           | 3600 – 3300/3000 | Ġgantija |
| periody chrámů            | Mgarr              | 3800 – 3600      |          |
| periody chrámů            | Zebbug             | 4100 – 3800      |          |
| neolit                    | červená skorba     | 4400 – 4100      |          |
| neolit                    | šedivá skorba      | 4500 – 4400      |          |
| neolit                    | Għar Dalam         | 5000 – 4500      |          |

Během předcházející doby neolitu se na Maltě přibližně od roku 5000 př. n. l. objevila keramika neznámého obyvatelstva, dělená do fáze Ghar Dalam, šedivá a červená skorba.
Během vlastního období megalitické kultury dochází pak ke vzniku několika desítek staveb, které se dnes všeobecně interpretují jako sakrální stavby, chrámy.

## Megalitické chrámy
Megalitické chrámy z tohoto historického období patří k nejznámějším památkám bohaté historie ostrova. Celkem je známo kolem 45 staveb, ovšem jen několik málo je jich dobře zachovalých. Éra budování mohutných svatyní spadá zhruba do období 4100–2500 př. n. l. (z prvních dvou fází této epochy, zahrnujících cca 600 let, se zachovala pouze keramika). Šest (respektive sedm, protože chrám v Ġgantiji je chápán jako 2 stavby) těchto sakrálních komplexů bylo zapsáno na seznam Světového dědictví organizace UNESCO.
K nejzachovalejším chrámům patří:
- Tarxien: leží uprostřed stejnojmenného města jižně od Valletty; vyznačuje se dobře zachovalými ornamenty
- Ħaġar Qim : nachází se na jižním osamoceném pobřeží oproti ostrůvku Filfla; z pozdní neolitické doby
- Mnajdra: asi 3600 až 2800 př. n. l., asi 40 x 40 m; s trochu zachovalejšími ornamenty než Ħaġar Qim
- Ġgantija: leží na ostrově Gozo; asi 3600 až 3400 př. n. l. – nejstarší ze všech

K dalším chrámům patří: Ta' Hagrat, Skorba, Borg In-Nadur, Tal-Quadi, Tas-Silg, Ta' Marziena, Santa Verna a další.

## Další památky

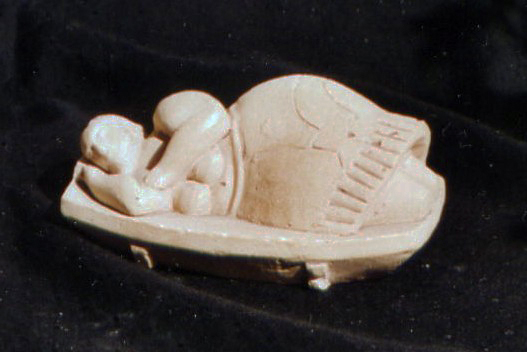
Spící kněžka

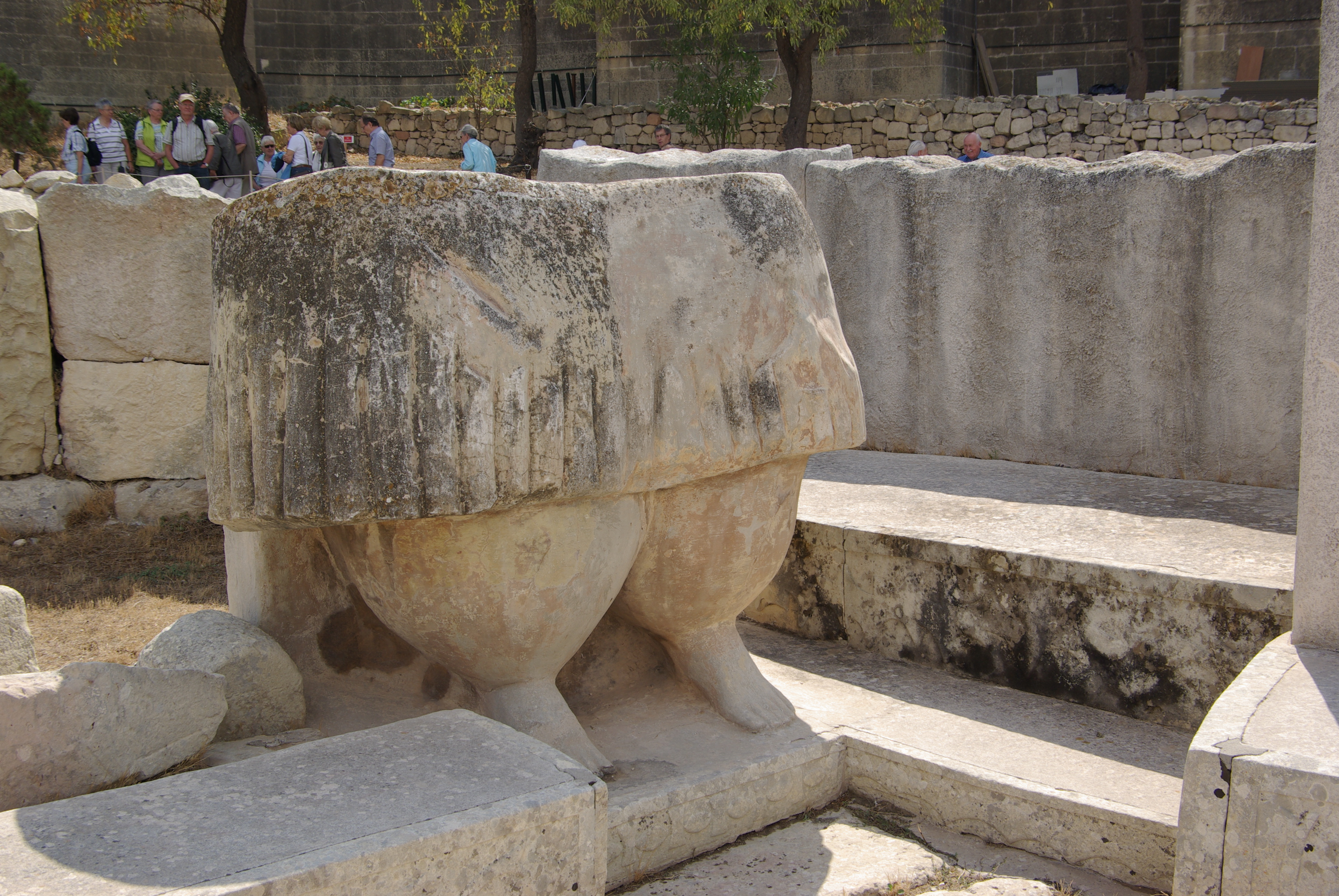
„Magna mater“

- Hypogeum (podzemní posvátný prostor) v Hal Saflieni z doby asi 3800 až 2500 př. n. l., více než třípatrový, 10,6 m hluboký komplex o celkové ploše kolem 500 m². Nedaleko chrámu Tarxien. Hypogeum je na rozdíl od ostatních chrámů labyrint nesčetných podzemních chodeb, komor a sálů, vytesaný do skály, postupně rozšiřovaný po dobu 1300 let.
- Brochtorff Circle (na ostrově Gozo): pravděpodobně již z doby kolem 3900 př. n. l. pocházející ruiny (kruhová skupina megalitů) a malé hypogeum

## Sošky
Z tohoto období pochází i celá řada figurínek, sošek a soch různých rozměrů – od miniatur jako je tzv. Spící kněžka, nalezená v hypogeu Hal Saflieni, až po velká torza, vážící i několik tun (k nim patří např. i tlustá dáma – Fat lady, nacházející se v chrámu Tarxien).